# ابن تومرت
ابن تومرت (471 أو 474هـ 1077م—توفي 13 رمضان 524 هـ 1130) سياسي وداعية إسلامي عاش في المغرب الأقصى بين نهاية القرن الحادي عشر الميلادي والقرن الثاني عشر. يعتبر مؤسس الدولة الموحدية. اختلف المؤرخون في إسمه الكامل، فحسب ابن خلدون فهو محمد بن عبد الله بن وجليد بن يامصال بن حمزة بن عيس بينما يعتقد مؤرخون آخرون (ابن رشيق وابن القطان) بأنه محمد بن تومرت بن تيطاوين بن سافلا بن مسيفون بن ايكديس بن خالد.
كانت مؤلفاته عاملا أساسيا في انتشار الأشعرية بالمغرب. ومزج بين أفكار ابن حزم الظاهري في دعوته خصوصا ما يتعلق منها بمحاربة التقليد والاحتكار المذهبي، وكان هدفه من ذلك التقليص من نفوذ فقهاء المالكية الذي كان قد استفحل في عهد الدولة المرابطية. خصص ابن تومرت أجزاء من كتابه «أعز ما يطلب» وممارسة السياسة لتجسيد عقيدة قوامها التوحيد والتنزيه المطلقان، الأمر الذي دعا إلى اعتماد وسائل متعددة، منها وسيلة تعلم التوحيد واكتسابه، ووسيلة الحرب والتقتيل من أجل التوحيد. وذهب إلى أبعد من ذلك، فقرّر وجوب العلم بالتوحيد وتقديمه على العبادة، ثم قرَّر أن إثبات العلم بالتوحيد لا يكون إلاّ عن طريق العقل. فأقر الموحدون بإمامة محمد ابن تومرت والتي تشكل ركناً من أركان الدعوة الموحدية نفسها. بدأ دعوته سنة 1121م والتي قامت على فكرة المهدي بن تومرت. دعا قبائل مصمودة إلى مبايعته وكون منهم جيشا قويا جعل على رأسه عبد المومن بن علي للقضاء على المرابطين ولقب أتباعه بالموحدين ووضع بذلك أسس الدولة الجديدة هي الدولة الموحدية. ويعتبر ابن تومرت هو صاحب اختراع النقود الموحدية المربعة.

## حياته

### نسبه
- هو: محمد بن تومرت بن عبد الله بن يا مصال ابن تومرت من هرغة إحدى بطون قبيلة مصمودة الأمازيغية المستقرة بالأطلس الصغير بمنطقة السوس الأقصى المغربية.[9] اشتهر منذ صغره بالتقوى والورع. وقد امتاز بمواظبته على الدراسة والصلاة، إلى حد أنه اشتهر لدى قبيلته باسم «أسفو» أي المشعل. رحل إلى بلاد المشرق ليكمل تحصيله ويعمق معارفه في أهم المراكز العلمية هناك.
- اصل  تسمية والده تومرت : يقول ابو بكر الصنهاجي المعروف بالبيدق في كتابه الانساب في معرفة الاصحاب  , و هو من أصدقاء و أتباع ابن تومرت " ... واسم أبيه عبد الله شهر في صغره الى كبره بتومرت بن و كليد، وذالك أنه لما ولد فرحت به أمه وسرت فقالت باللسان الغربي :" أتومرت اينو ايسك أييوى" ، معناه يا فرحتى بك يا بني، فكانت تكثر من ذالك وكانت أيضاً إذا سئلت عن ابنها وهو صغير تقول باللسان الغربي : " ياك ياك تومرت" معناه صار فرحاً وسروراً فغلب عليه لذالك اسم تومرت..."  و  اللسان الغربي هو لسان الامازيغ المصامدة

### رحلته لقرطبة

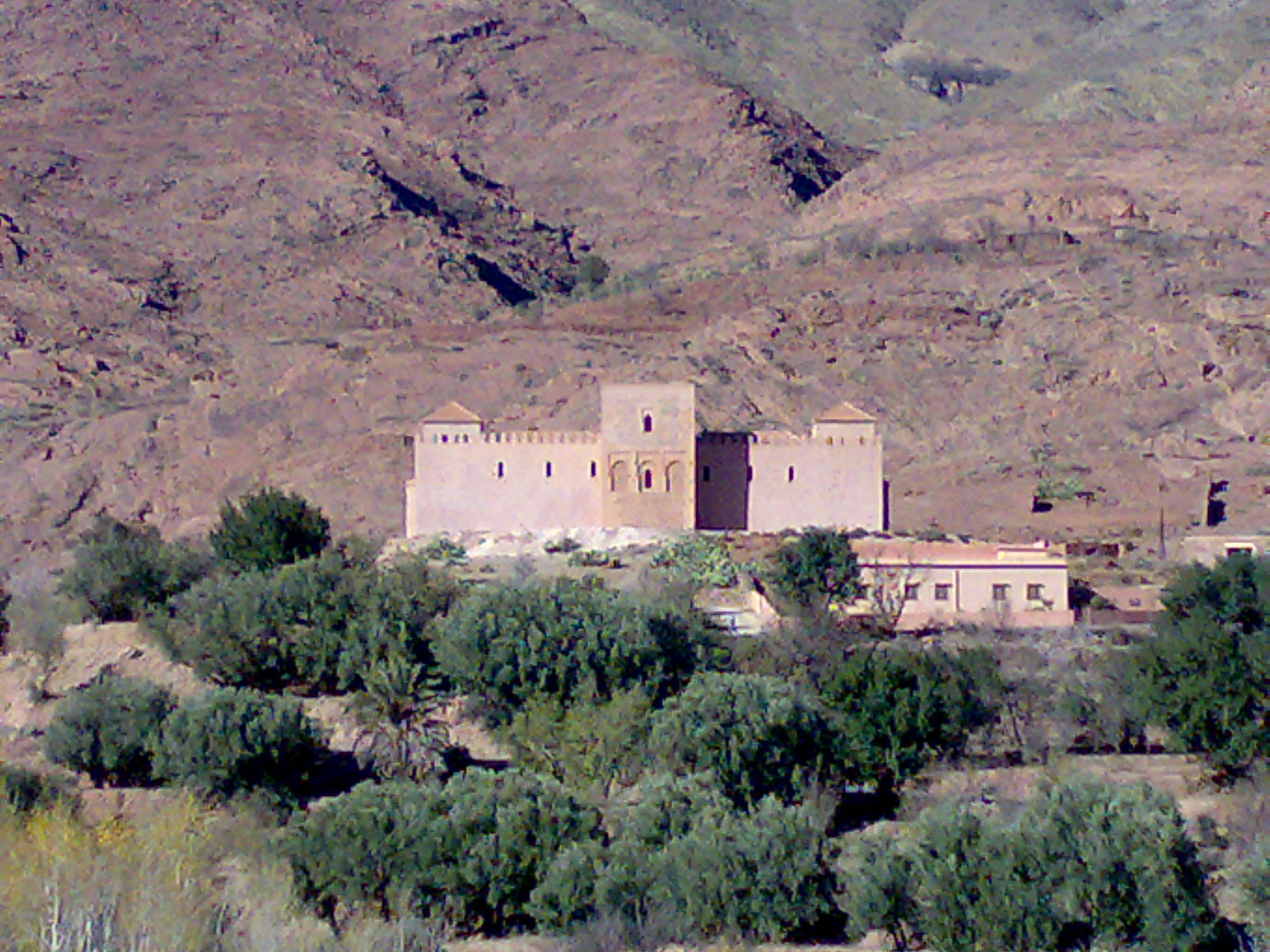
مسجد تنمل الذي بني في 1156 المقر الأول للموحدين ومنطلق دعوة ابن تومرت.

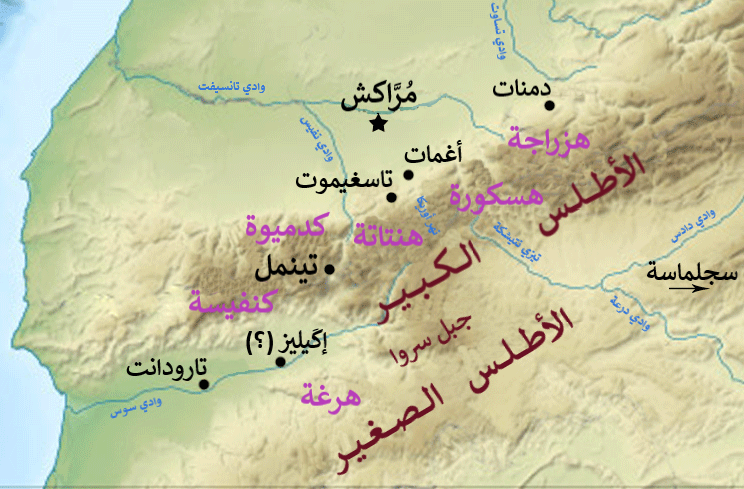
موقع تقريبي لقبائل مصمودة الرئيسية التي انضمت إلى الموحدين.

في سنة 501 هـ رحل إلى قرطبة حيث أخذ العلم عن علمائها ثم توجه بحرا إلى مصر ثم اتجه إلى مكة وأدى فريضة الحج ثم رحل إلى العراق. وفي سنة 510 هـ أراد العودة إلى شمال أفريقية ودامت رحلته للعودة 4 سنوات وقف إلى خلالها في محطات كثيرة في البلدان الإسلامية أهمها الإسكندرية نشر فيها العلم وأمر بالمعروف ونهى عن المنكر ثم توجه إلى طرابلس الغرب ونشر فيها العقيدة الأشعرية وبعدها توجه إلى المهدية بتونس واتخذ مسجدا لدراسة العلم وركز على علم الأصول وأحدث فوضى في البلاد بسبب أسلوبه في الامر بالمعروف والنهي عن المنكر.
في طريقه انضم إليه بعض تلامذته ثم توجه إلى بجاية والتقى بعبد المؤمن بن علي الكومي. وعرف عبد المؤمن بن علي الكومي بما يقصد إليه من خلافة. وفي سنة 514 هـ توجه إلى مراكش وخرج مع تلامذته إلى الشوارع والأسواق للأمر بالمعروف والنهي عن المنكر لما رأى في بلدته من فساد، وبعده طرده أمير المسلمين في مراكش، توجه بعدها إلى أغمات وبايعه عبد المؤمن بن علي الكومي مع عشرة من رجاله بأنه المهدي المنتظر وذلك لأنه ادعى بانه من نسل الحسين بن علي حفيد النبي محمد.
بعد فترة ارتحل محمد بن تومرت إلى تلمسان ثم فاس، حيث جعل مجلسه في أحد مساجدها، وبدأ طلبته يهاجمون الحوانيت التي تبيع آلات الطرب، ولما وصل خبره إلى والي المدينة، جمع الفقهاء لمناظرته، ولما كان هؤلاء على دراية بالفروع وليس بالأصول فإن خصيمهم غلبهم، ولم يجد الوالي إلا أن يطرده من فاس، فمضى إلى عاصمة البلاد مراكش، وهناك عاود فقهاؤها مناظرته ثانيةً فغلبهم مرة أخرى، فطرد أيضاً من المدينة وذهب إلى أغمات ثم إلى قريته بالسوس الأقصى واستقر هناك.

يزعم أنه التقى بأبي حامد الغزالي صاحب كتاب إحياء علوم الدين ثم رجع إلى المغرب. يقول عنه ابن خلدون: 
| ابن تومرت | بحرا متفجرا من العلم وشهابا واريا من الدين | ابن تومرت |

فأثار الإعجاب بعلمه وورعه وتعلق به وبأفكاره كثير من الناس وعلى رأسهم عبد المؤمن بن علي الكومي الذي التقى بابن تومرت بقرية ملالة ففضل ملازمته واتباع نهجه وطريق مسيرته.

## الأسس الدينية
كان محور أفكاره الدينية يرتكز على الدعوة إلى التوحيد، أي إثبات أن الله واحد، وبأن صفات الله من الأسماء الحسنى ليست إلا تأكيدا لوحدانيته المطلقة، ومن هنا اشتقت الدعوة الموحدية تسميتها. فقد ورد في كتاب «أخبار المهدي بن تومرت وابتداء دولة الموحدين»لأبي بكر الصنهاجي المكنى بالبيذق ما يلي:
| ابن تومرت | واشتغلوا... بالتوحيد فإنه أساس دينكم، حتى تنفوا عن الخالق التشبيه والتشريك والنقائص والآفاق والحدود والجهات، ولا تجعلوه في مكان ولا في جهة، فإنه الله موجود قبل الأمكنة والجهات، فمن جعله في جهة ومكان فقد جسمه ومن جسمه فقد جعله مخلوقا ومن جعله مخلوقا فهو كعابد وثن، فمن مات على هذا فهو مخلد في النار، ومن تعلم توحيده خرج من ذنوبه كيوم ولدته أمه، فإن مات على ذلك فهو من أهل الجنة. | ابن تومرت |

وقد ورد عن ابن تومرت في كتابه «أعز ما يطلب» مايلي:
| ابن تومرت | ... لا يصح قيام الحق في الدنيا إلا بوجوب اعتقاد الإمامة في كل زمان من الأزمان إلى أن تقوم الساعة... ولا يكون الإمام إلا معصوما ليهدم الباطل لأن الباطل لا يهدم الباطل... وأن الإيمان بالمهدي واجب، وأن من شك فيه كافر، وإنه معصوم فيما دعا إليه من الحق، وإنه لا يكابر ولا يضاد ولا يدافع ولا يعاند ولا يخالف ولا ينازع، وأنه فرد في زمانه، صادق في قوله، وإنه يقطع الجبابرة والدجاجلة، وإنه يفتح الدنيا شرقها وغربها، وإنه يملأها بالعدل كما ملئت بالجور، وإن أمره قائم إلى أن تقوم الساعة. | ابن تومرت |

بدأ ابن تومرت يدعو إلى المهدي ويشوق الناس إليه فلما أدرك أصحابه فضيلة المهدي ادعى ذلك لنفسه وقال: «أنا المهدي المعصوم، أنا أحسن الناس معرفة بالله ورسوله»، وغير نسبه الأمازيغي إلى نسب الحسين بن علي حفيد النبي محمد ﷺ، وبالتالي فإنه يلزم الاقتداء به في جميع أفعاله وقبول أحكامه الدينية والدنيوية، وتفويض الأمر إليه في كل شيء.
قام ابن تومرت بنشر هذه المبادئ والأفكار على شكل خطب ومؤلفات مشروحة شرحا مستفيضا، وفرض عل اتباعه قراءة جزء منها كل يوم بعد صلاة الفجر وأدخل إلقاء خطبة الجمعة باللغة الأمازيغية حتى يسهل استيعابها من طرف مختلف الشرائح الاجتماعية.

## الأسس الأخلاقية
دعا ابن تومرت إلى الأمر بالمعروف والنهي عن المنكر، وهو بذلك يطبق أوامر الله ورسوله. فقد ورد عن النبي أنه قال:
| ابن تومرت | من رأى منكم منكرا فليغيره بيده، فإن لم يستطع فبلسانه، فإن لم يستطع فبقلبه وذلك أضعف الإيمان | ابن تومرت |

وقد كان ابن تومرت يغير المنكر بيده. فقد ورد في كتاب «المعجب» لعبد الواحد المراكشي أنه
| ابن تومرت | وبينما هو في طريقه إذ رأى أخت أمير المسلمين (علي بن يوسف بن تاشفين) ومعها من الجواري الحسان عدة كثيرة، وهن مسفرات، أي كاشفات عن وجوههن، وكانت هذه عادة المرابطين (الملثمين)، يسفر نساؤهم ويلثم الرجال، فلما رآهن أنكر عليهن وأمرهن بستر وجوههن وضرب هو وأصحابه دوابهن فسقطت أخت أمير المسلمين عن دابتها | ابن تومرت |

## الأسس الاجتماعية
اعتمد ابن تومرت على قبائل مصمودة المستوطنة بجبال الأطلس الكبير الغربي وبالأطلس الصغير، جنوب المغرب الأقصى. وكان المرابطون قد عملوا على تهميش المصامدة ومراقبتهم، وذلك في إطار الصراع القبلي القائم آنئذ بين مجموعة صنهاجة الصحراء التي ينتمي إليها المرابطون وباقي المجموعات القبلية الأخرى، ومن أهمها المصامدة التي ينتمي إليها ابن تومرت.
في سنة 518هـ/ 1124 م انتقل ابن تومرت من أغمات، الواقعة بالأطلس الكبير، للاستقرار ب«تينمل» معلنا الخروج عن طاعة المرابطين ومحتميا ب قبائله المصمودية وبالتضاريس الوعرة. والمصادر الموحدية تشبه انتقاله هذا بهجرة الرسول ﷺ إلى يثرب. وأصبح الزعيم الروحي لقبائل مصمودة.

## الأسس السياسية
أنشأ ابن تومرت مؤسسات سياسية مستمدا تسميتها من السيرة النبوية وهي:
1. مجلس العشرة: على غرار صحابة الرسول العشرة، من خيرة المساندين للحركة الموحدية. وتميز هؤلاء الأعضاء العشرة بالعلم والقدرة على القيادة وروح التضحية ومن أبرزهم عبد المؤمن بن علي.
2. مجلس الخمسين: وضم رؤساء خمسين قبيلة سباقة لمساندة الحركة الموحدية وهو مجلس ذو طابع استشاري.
3. جماعة الطلبة: دعاة الحركة في البداية والذين مارسوا فيما بعد التربية والتعليم والإدارة والجيش.

أتاحت هذه التنظيمات تلقينا مذهبيا وسياسيا مكثفا للقبائل. واتضحت بواسطتها الأهداف السياسية للحركة الموحدية وهي الإطاحة بالحكم المرابطي.
- في سنة 516هجرية/ 1122 ميلادية بدأت المواجهة المسلحة بين أتباع ابن تومرت والجيش المرابطي الذي فشل في اقتحام أغمات.
- في سنة 522 هجرية / 1128 ميلادية سارعت جموع الموحدين إلى النزول نحو سهل الحوز الحالي يقصد دخول مراكش عاصمة المرابطين.وتم حصار المدينة أربعين يوما، إلا أن الإمدادات العسكرية المرابطية تمكنت من ذلك الحصار وإلحاق الهزيمة بالجيش الموحدي في «معركة البحيرة» سنة 524 هـ/1130 م. بذلك بينت هذه التجربة بأن هزيمة المرابطين تتطلب وقتا أطول واستعدادات أكبر.

## وفاته
يقول المؤرخ عبد الواحد المراكشي في كتابه المعجب في تلخيص أخبار المغرب:
| ابن تومرت | استدعى ابن تومرت قبل موته الرجال المسلمين بالجماعة وأهل الخمسين والثلاثة عمر أرتاج وعمر إينتي، وعبد الله بن سليمان، فحمد الله، ثم قال: إن الله -سبحانه، وله الحمد- منَّ عليكم أيتها الطائفة بتأييده، وخصكم بحقيقة توحيده، وقيَّض لكم من ألفاكم ضُلاّلاً لا تهتدون، وعميا لا تبصرون، قد فشت فيكم البدع، واستهوتكم الأباطيل، فهداكم الله به، ونصركم، وجمعكم بعد الفُرقة، ورفع عنكم سلطان هؤلاء المارقين. وسَيُورِثُكم أرضهم وديارهم، ذلك بما كسبت أيديهم، وبعد هزيمة الموحدين في معركة البحيرة سأل ابن تومرت أصحابه: هل عبد المومن فيكم ؟ قالوا: نعم. قال: قد بقي أمركم ما دام عبد المومن فيكم. ثم دخل ولم يره أحد أبدا. | ابن تومرت |

## مؤلفاته

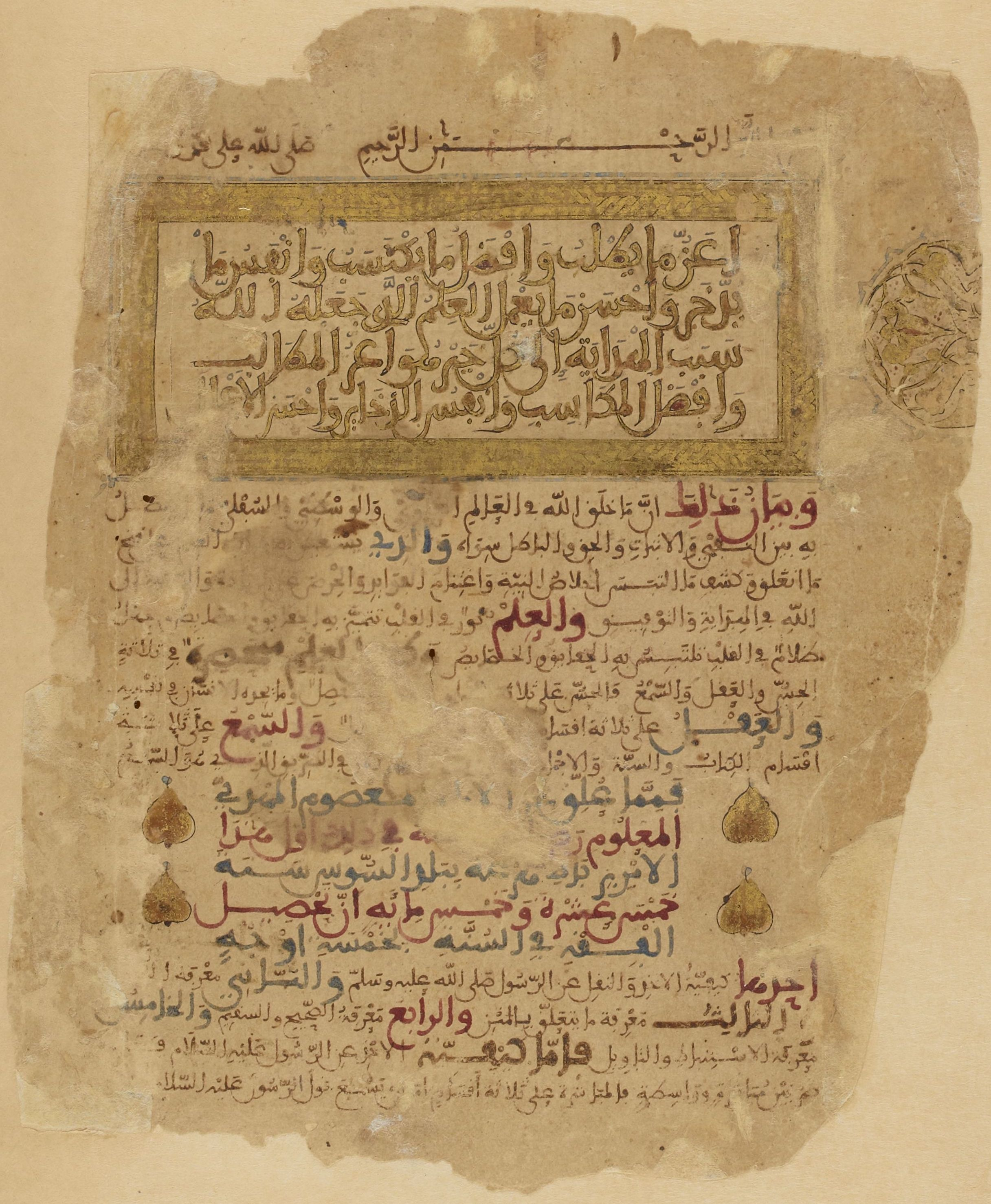
أعز ما يطلب وأفضل ما يكتسب: الكلام في الصلاة؛ الدليل على أن الشريعة التثبت بالعقل؛ الكلام في العموم والخصوص في العلم على ثلاثة لمحمد ابن عبد الله ابن تومرت، مخطوطة نسخت عام 1183

فهي كما عدها الدكتور عبد الغني أبو العزم محقق كتاب «أعز ما يطلب»، والتي وجدها في كتاب الموطأ، منها:
- العقيدة المرشدة.
- أعز ما يطلب.
- كتاب الطهارة.
- اختصار مسلم الصغير.
- كتاب الغلول.
- كتاب تحريم الخمر.
- الكلام على العبادة.
- الكلام في العلم.
- كتاب أدلة الشرع.
- الكلام في العموم والخصوص.
- المعلومات.
- المحدث.
- القواعد.
- الإمامة.
- العقيدة الكبرى.
- توحيد الباري.
- تسبيح الباري.
- تسبيح آخر للباري.
- ما ذكر في غربة الإسلام في أول الزمان وغربته في آخره.